# Mastaba
Mastaba je bila pravokutna građevina od nepečenih opeka s ravnim krovom i zakošenim zidovima sagrađena kao grobnica mnogih znamenitih drevnih Egipćana.
Mastaba dolazi od arapske riječi za klupu, jer izdaleka izgleda kao klupa od opeke. U mastabi bi se iskopala duboka komora, a njeni zidovi pokrili s kamenom, blatnim opekama ili drvetom. Nad zemljom se blato nasipalo kako bi označilo grob, najčešće u omjeru dužine i širine 4:1. Takvi grobovi su bili daleko veći, ali i hladniji. To je znalo uznemiriti rane svećenike, jer voda više nije isparavala što bi olakšalo raspadanje i spriječilo prirodno mumificiranje.
Mastaba je bila standarni tip groba u ranom Egiptu (u predinastičkom i ranom dinastičkom razdoblju).
Kada se mastaba sagradila za Džosera, kralja Treće dinastije, arhitekt Imhotep je za osnovni oblik uzeo kvadrat, zatim na vrhu njega sagradio sličnu mastabu, pa dodao treću, četvrtu i petu mastabu nad njima. Tako je stvorena Stepenasta piramida.

## Poveznice
|  | Zajednički poslužitelj ima još gradiva o temi Mastaba |

- Mastabe Srednjeg carstva